# Trasporto ferroviario in Italia
Il sistema ferroviario italiano,è una delle parti più importanti dell'infrastruttura italiana, con una lunghezza totale di 24 567 km di cui linee attive sono 16.832 km. La rete è cresciuta con la costruzione della nuova rete ferroviaria ad alta velocità. L'Italia è membro dell'Unione Internazionale delle Ferrovie (UIC). Il codice Paese UIC per l'Italia è 83.

## La rete

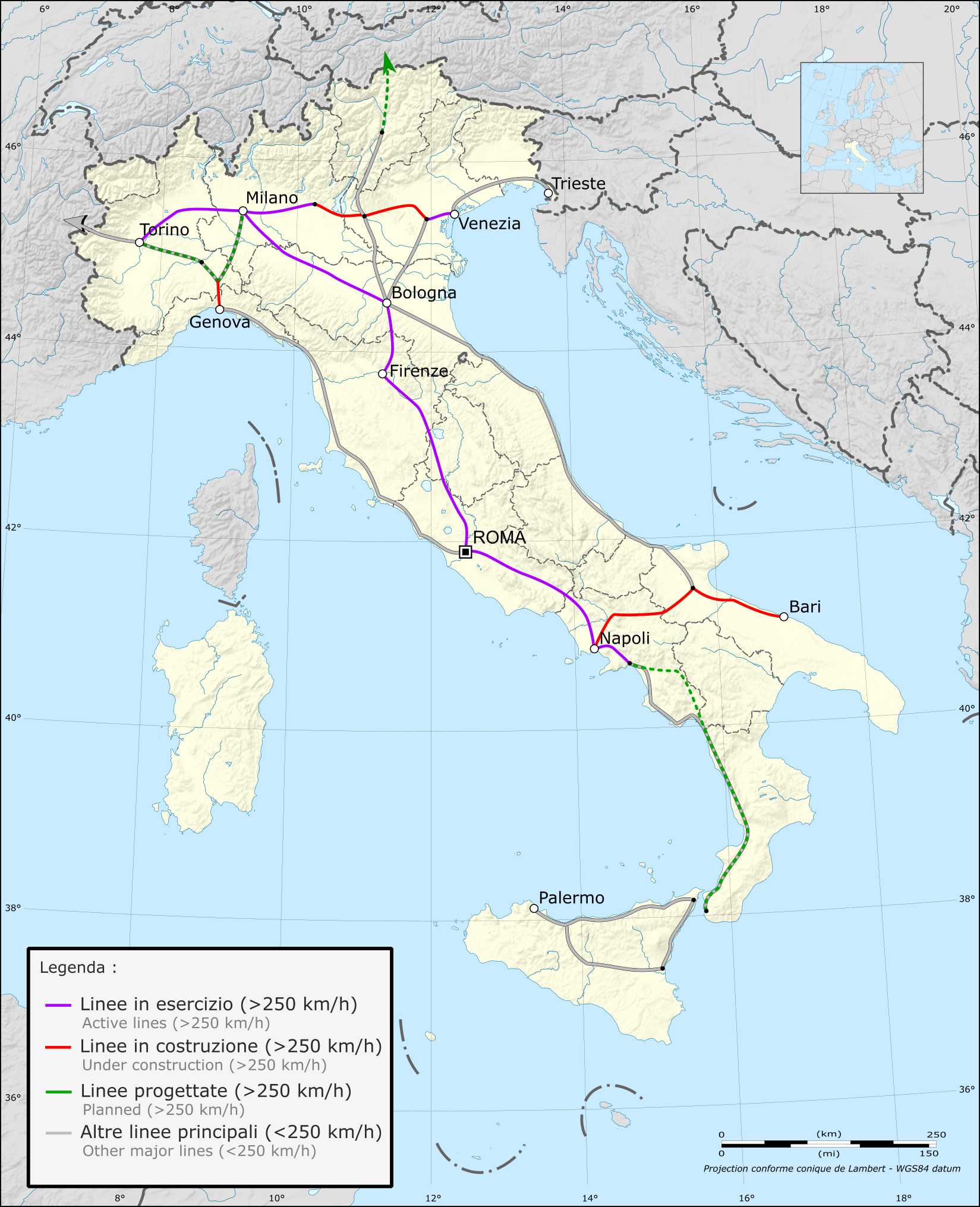
Mappa della rete italiana ad alta velocità

A gestire la maggior parte della rete ferroviaria è Rete Ferroviaria Italiana, società pubblica del gruppo Ferrovie dello Stato Italiane. La lunghezza totale delle linee attive RFI è 16832 km, di cui 7734 km sono a doppio binario. Le linee sono divise in tre categorie:
- fondamentali, che hanno un traffico elevato e una buona qualità delle infrastrutture, comprendono tutte le linee principali tra le principali città del paese. Comprendono 6460 km di linee;
- complementari, che hanno meno traffico e sono responsabili del collegamento di centri regionali medi o piccoli. La maggior parte di queste linee sono a binario unico e alcune non sono elettrificate;
- di nodo, che collegano linee complementari e fondamentali in prossimità di aree metropolitane per un totale di 950 km.

Gran parte della rete italiana è elettrificata (12205 km). Il sistema elettrico è a 3 kV CC su linee convenzionali e 25 kV CA su linee ad alta velocità.
La rete ferroviaria italiana comprende anche altre linee regionali minori controllate da altre compagnie, come Ferrovie Emilia Romagna e Ferrovie del Sud Est, per un totale di circa 3,000 km.

## Storia

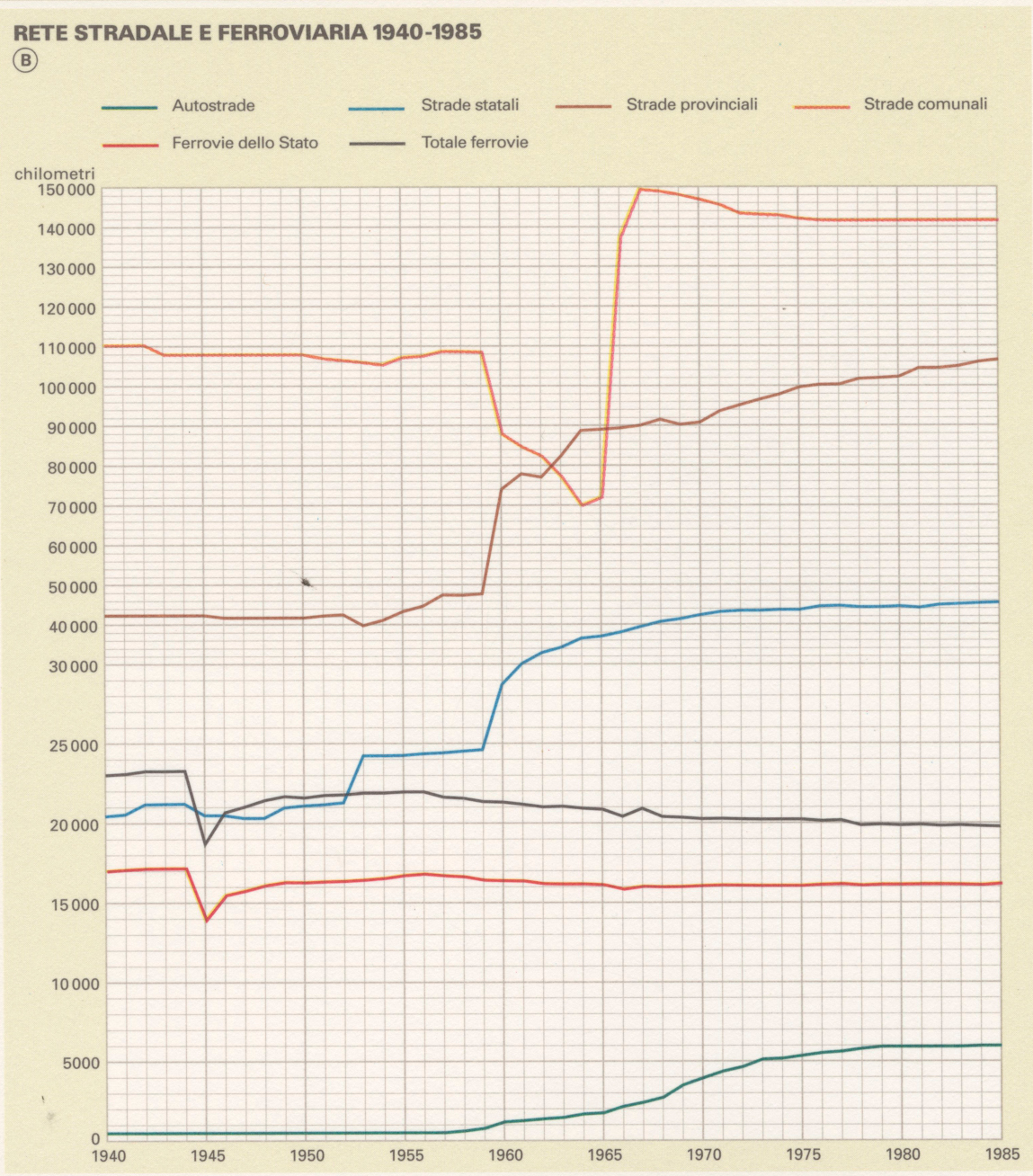
Diagramma di confronto della crescita della rete ferroviaria e delle reti stradali in Italia dal 1940 al 1985.

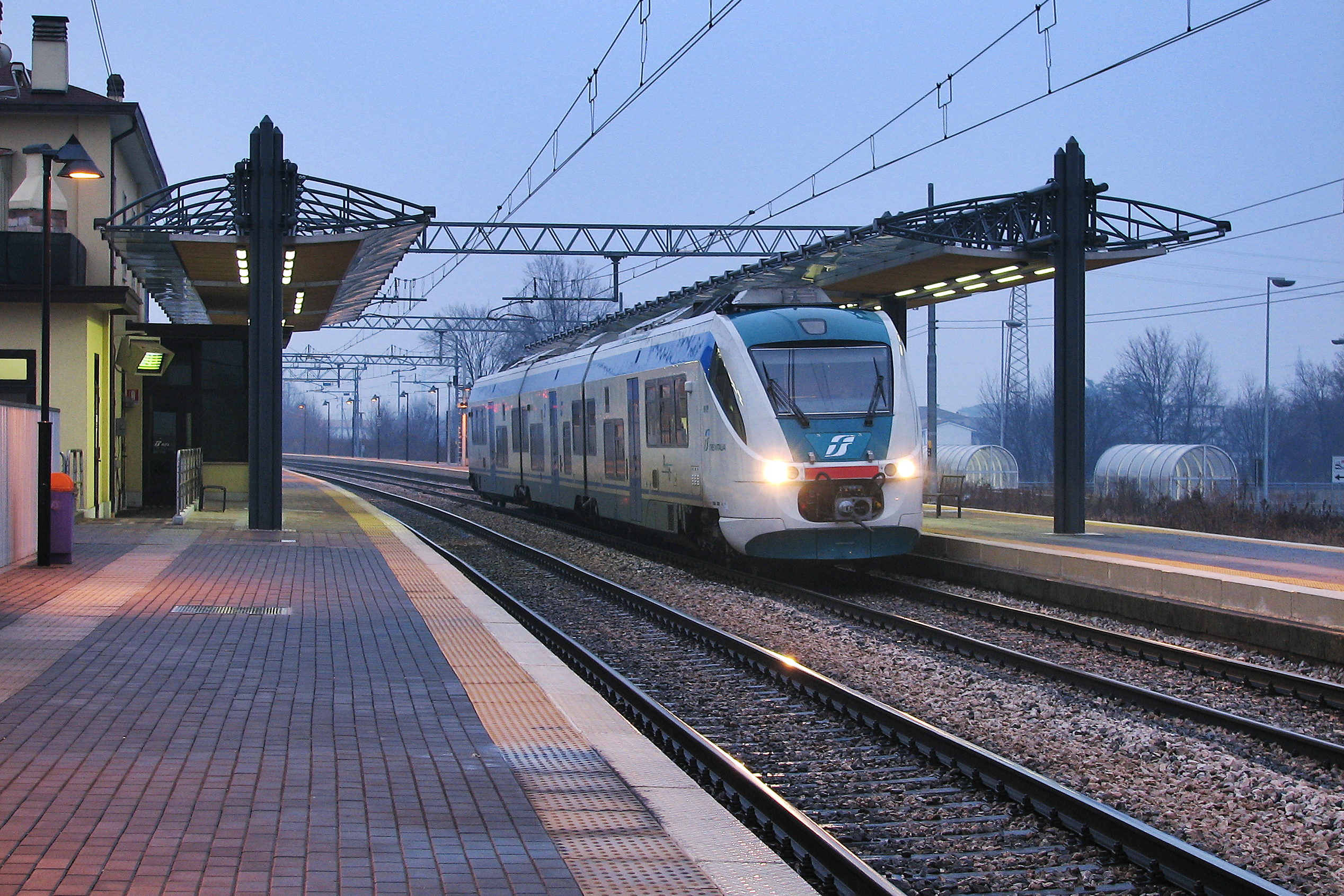
Un Minuetto

La prima ferrovia in Italia fu la linea Napoli-Portici, costruita nel 1839 per collegare il palazzo reale di Napoli al mare. Dopo la creazione del Regno d'Italia nel 1861, fu avviato un progetto per costruire una rete dalle Alpi alla Sicilia, al fine di collegare il paese.
Il primo treno ad alta velocità fu l'ETR 200 italiano, che nel luglio 1939 andò da Milano a Firenze a 165 km/h, con una velocità massima di 203 km/h. Con questo servizio, la ferrovia è stata in grado di competere con i futuri velivoli.
Dopo la seconda guerra mondiale, l'Italia iniziò a riparare le ferrovie danneggiate e costruì quasi 20 000 km di nuove tracce.
Oggi i binari e le infrastrutture sono gestiti da Rete Ferroviaria Italiana (RFI), mentre i treni e la sezione passeggeri sono gestiti principalmente da Trenitalia. Entrambe sono filiali delle Ferrovie dello Stato (FS), un tempo unico operatore ferroviario in Italia.

### Ferrovia ad alta velocità

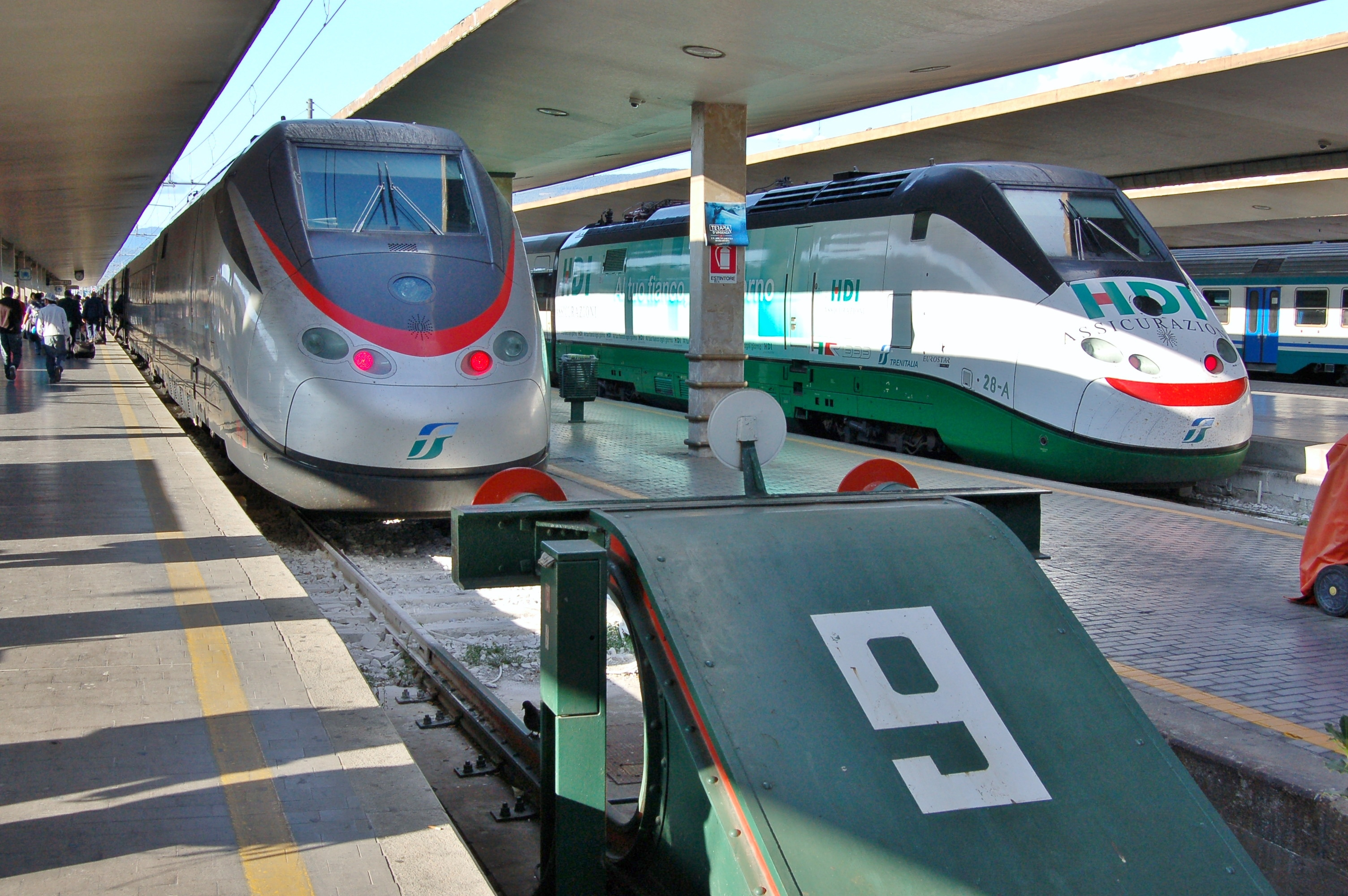
ETR.500 nella stazione di Firenze Santa Maria Novella

I treni ad alta velocità sono stati sviluppati negli anni '60. Le locomotive E444 sono state le prime locomotive standard in grado di raggiungere una velocità massima di 200 km/h, mentre un'unità elettrica multipla ALe 601 (EMU) ha raggiunto una velocità di 240 km/h durante una prova. Anche altre EMU, come ETR 220, ETR 250 ed ETR 300, sono state aggiornate per velocità fino a 200 km/h. I sistemi di frenatura delle locomotive sono stati aggiornati per adattarsi alle maggiori velocità di marcia.
Il 25 giugno 1970 furono avviati i lavori sulla Direttissima Roma-Firenze, la prima linea ad alta velocità in Italia. I lavori furono completati nei primi anni '90.
Nel 1975 fu lanciato un programma per un ampio aggiornamento del materiale rotabile. Tuttavia, poiché si è deciso di porre maggiormente l'accento sul traffico locale, ciò ha causato uno spostamento delle risorse dai progetti ad alta velocità in corso, con il loro successivo rallentamento o, in alcuni casi, l'abbandono totale. Pertanto, sono state acquisite 160 locomotive E.656 elettriche e 35 D.345 per traffico a corto e medio raggio, insieme a 80 EMU della classe ALe 801/940, 120 automotrici diesel ALn 668 . Sono stati inoltre ordinati circa 1.000 passeggeri tanto necessari e 7000 vagoni merci.
Negli anni '90 sono iniziati i lavori per il progetto Treno Alta Velocità (TAV), che prevedeva la costruzione di una nuova rete ad alta velocità sulle tratte Milano-Bologna-Firenze-Roma-Napoli-Salerno, Torino-Milano-Verona-Venezia-Trieste e Milano-Genova. La maggior parte delle linee previste è già stata aperta, mentre sono in ideazione collegamenti internazionali con Francia, Svizzera, Austria e Slovenia.
La maggior parte della linea Roma-Napoli stata aperta nel dicembre 2005, la linea Torino-Milano è stata parzialmente aperta nel febbraio 2006 e la linea Milano-Bologna  è stata aperta nel dicembre 2008.
Le restanti sezioni delle linee Roma-Napoli e Torino-Milano e la linea Bologna-Firenze sono state completate nel dicembre 2009. Tutte queste linee sono progettate per velocità fino a 300 km/h.
Altre linee ad alta velocità proposte sono la Salerno-Reggio Calabria (collegata alla Sicilia col futuro ponte sullo stretto di Messina), Palermo-Catania-Messina e Napoli-Bari.

## Collegamenti ferroviari con i paesi limitrofi
Le stazioni al confine sono:
- Ventimiglia è la stazione di confine sulla linea principale Genova-Nizza.
- Modane è la stazione di confine sulla linea principale Torino-Lione (linea del tunnel del Fréjus).
- Domodossola è la stazione di confine della linea principale Milano-Berna/Ginevra (linea del tunnel del Sempione).
- Luino è la stazione di confine della ferrovia Oleggio-Pino.
- Chiasso è la stazione di confine della linea principale Milano-Zurigo (linea Galleria del Gottardo).
- Tirano è il capolinea dalla parte italiana dei 1,000 mm sulla linea del Bernina della Rhätische Bahn.
- Brennero è la stazione di confine della linea principale Verona-Innsbruck (ferrovia del Brennero).
- San Candido è la stazione di confine della linea secondaria Fortezza-Lienz.
- Tarvisio Boscoverde è la stazione di confine della linea principale Venezia-Wien (linea ferroviaria austriaca meridionale).
- La stazione di Gorizia Centrale funge da collegamento con le ferrovie slovene, attraverso la stazione di Nova Gorica, che può essere inserita anche direttamente dai pedoni dalla parte italiana.
- La stazione di Villa Opicina funge da collegamento con le ferrovie slovene, attraverso le stazioni di Sežana e Monrupino.

## Categorie e tipi di treni
Queste sono le principali categorie di servizi e modelli di treni italiani. 

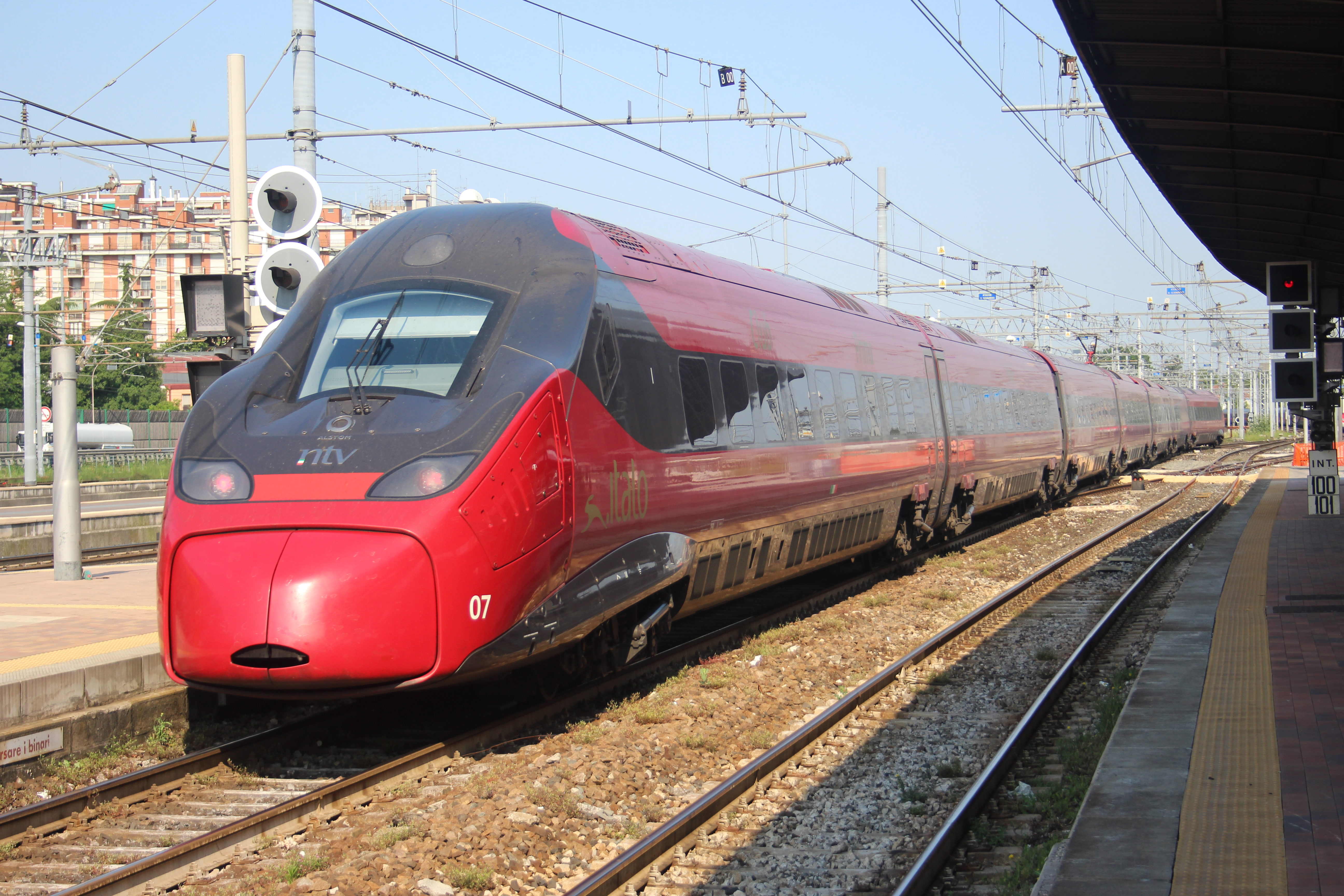
Italo opera sulle linee ad alta velocità e convenzionali di NTV. Opera nelle città più importanti.
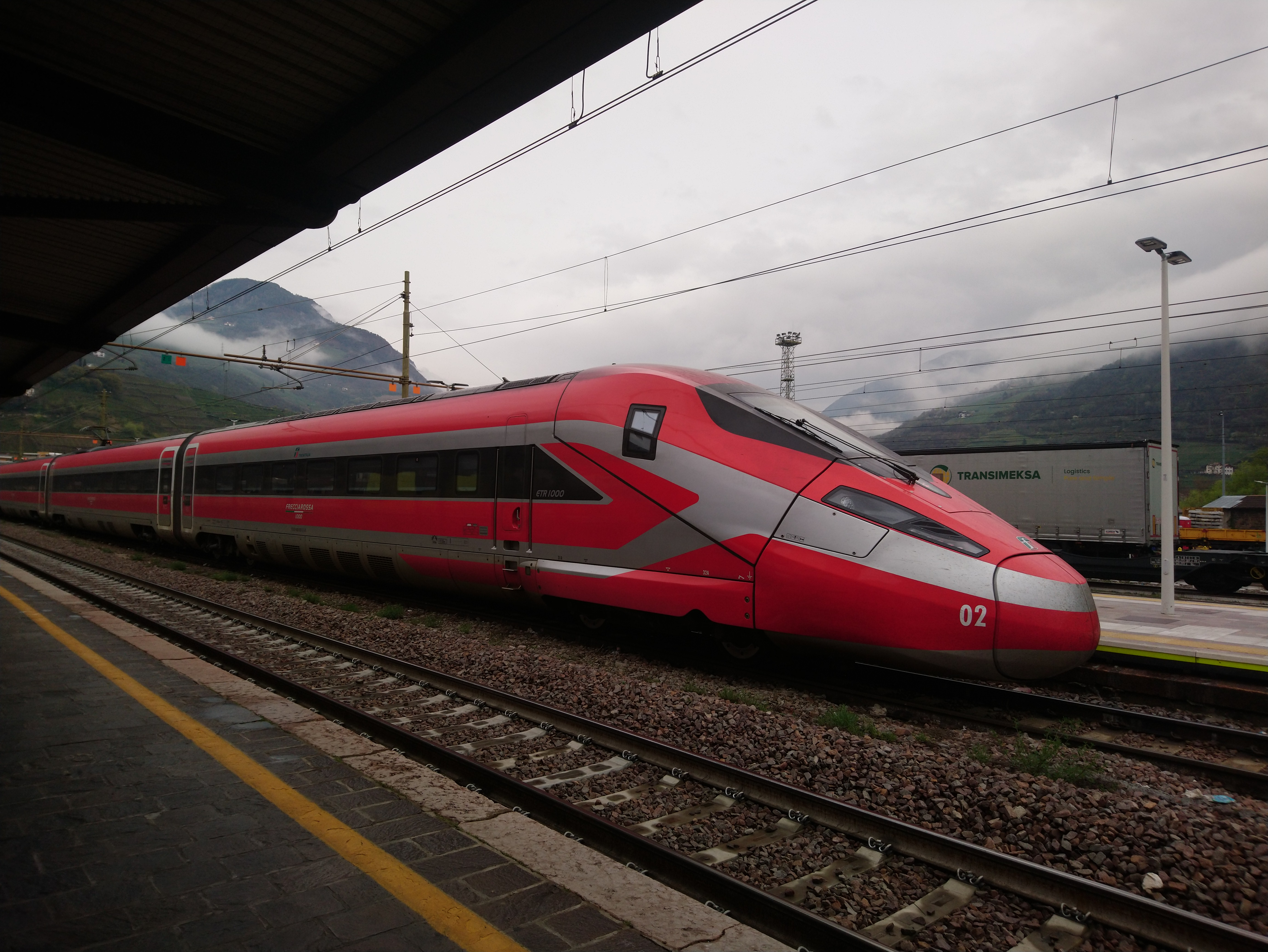
Frecciarossa opera sulle linee ad alta velocità e convenzionali di Trenitalia. Opera nelle città più importanti.
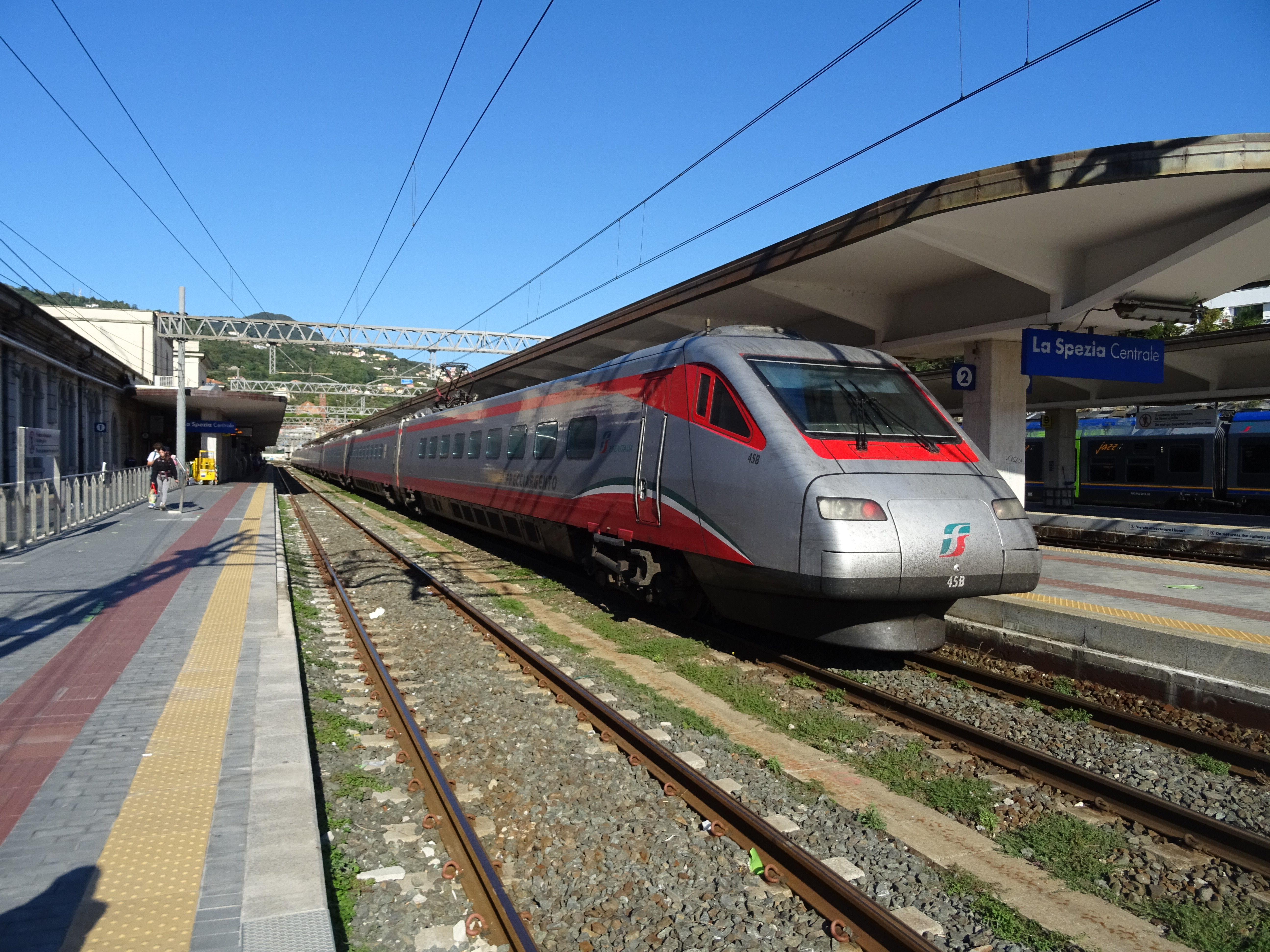
Frecciargento opera sulle linee ad alta velocità e convenzionali di Trenitalia. Si ferma nelle grandi città.
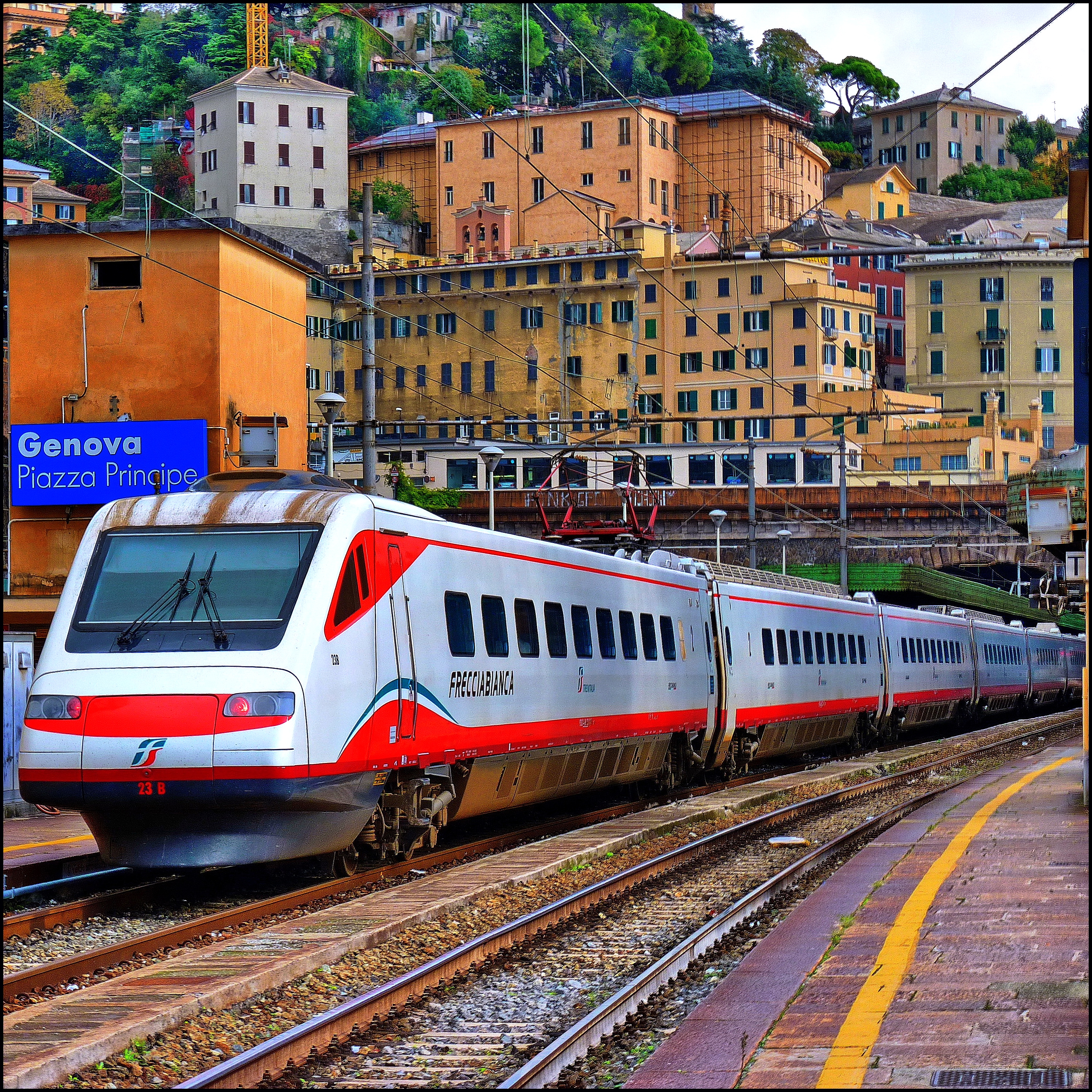
Frecciabianca opera sulle linee convenzionali di Trenitalia. Si ferma nelle medie e grandi città.
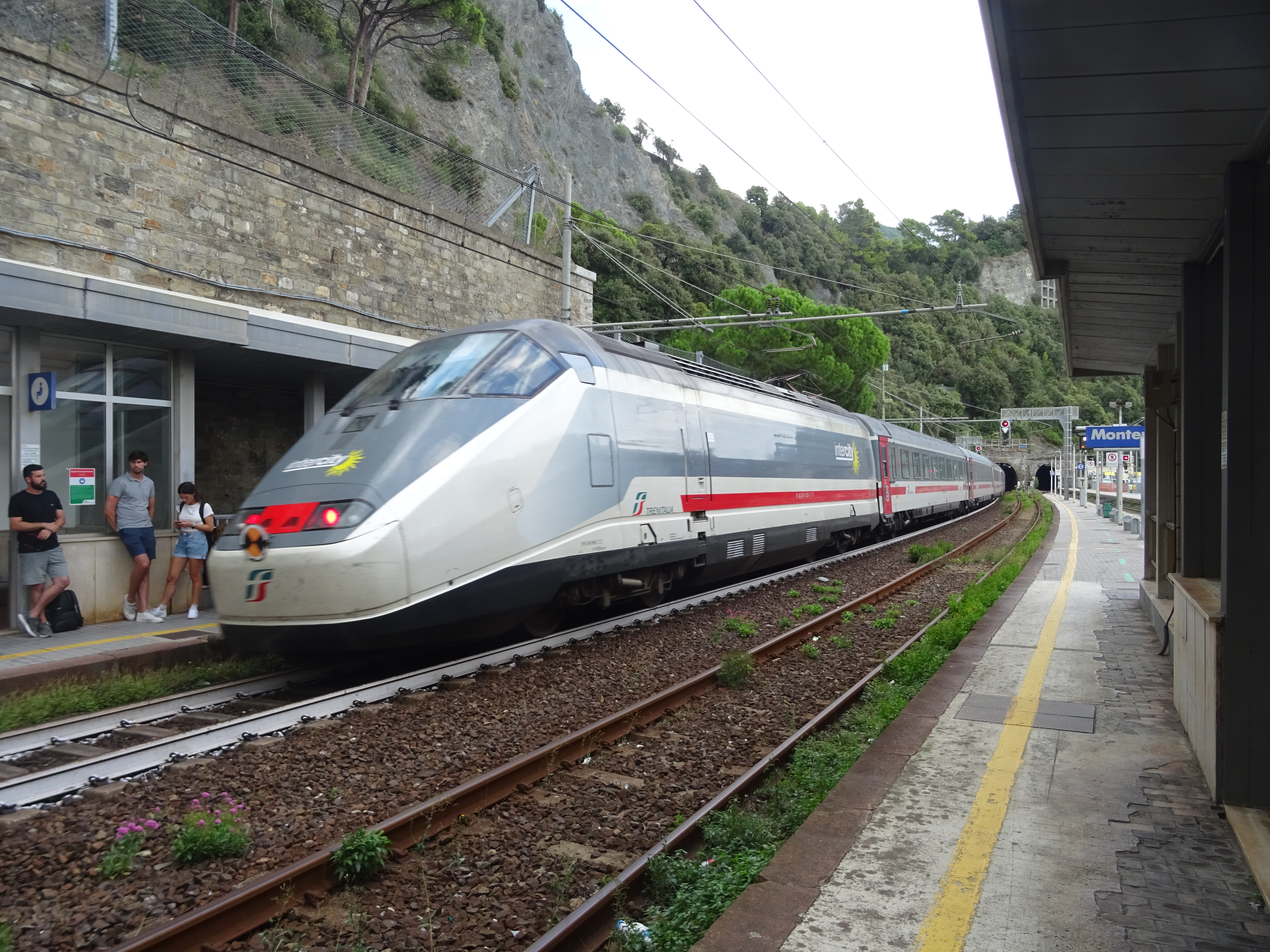
InterCity opera sulle linee convenzionali di Trenitalia. Si ferma in varie città.
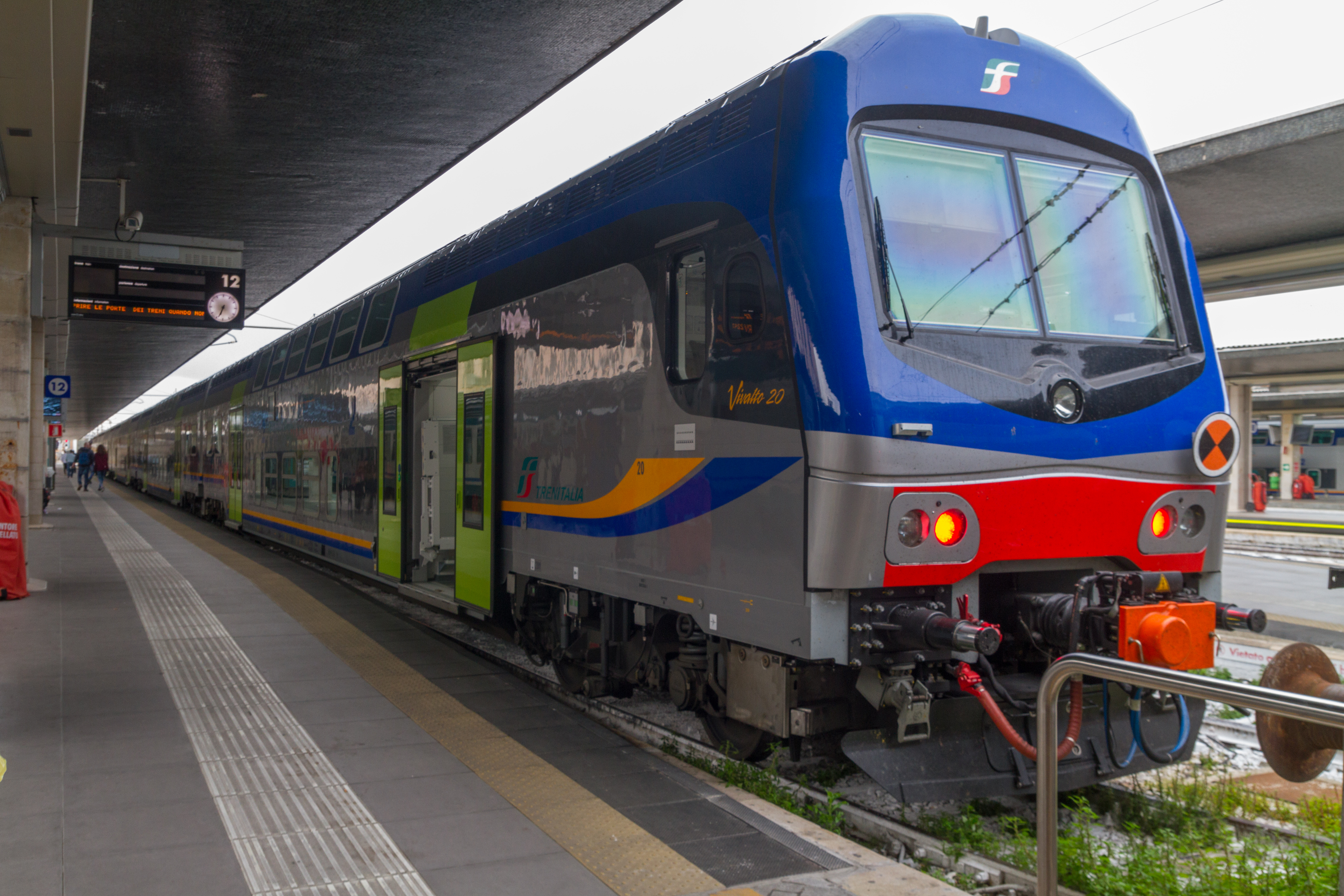
Regionale Veloce opera su linee regionali o interregionali gestite da Trenitalia. Si ferma nelle principali stazioni del servizio locale.
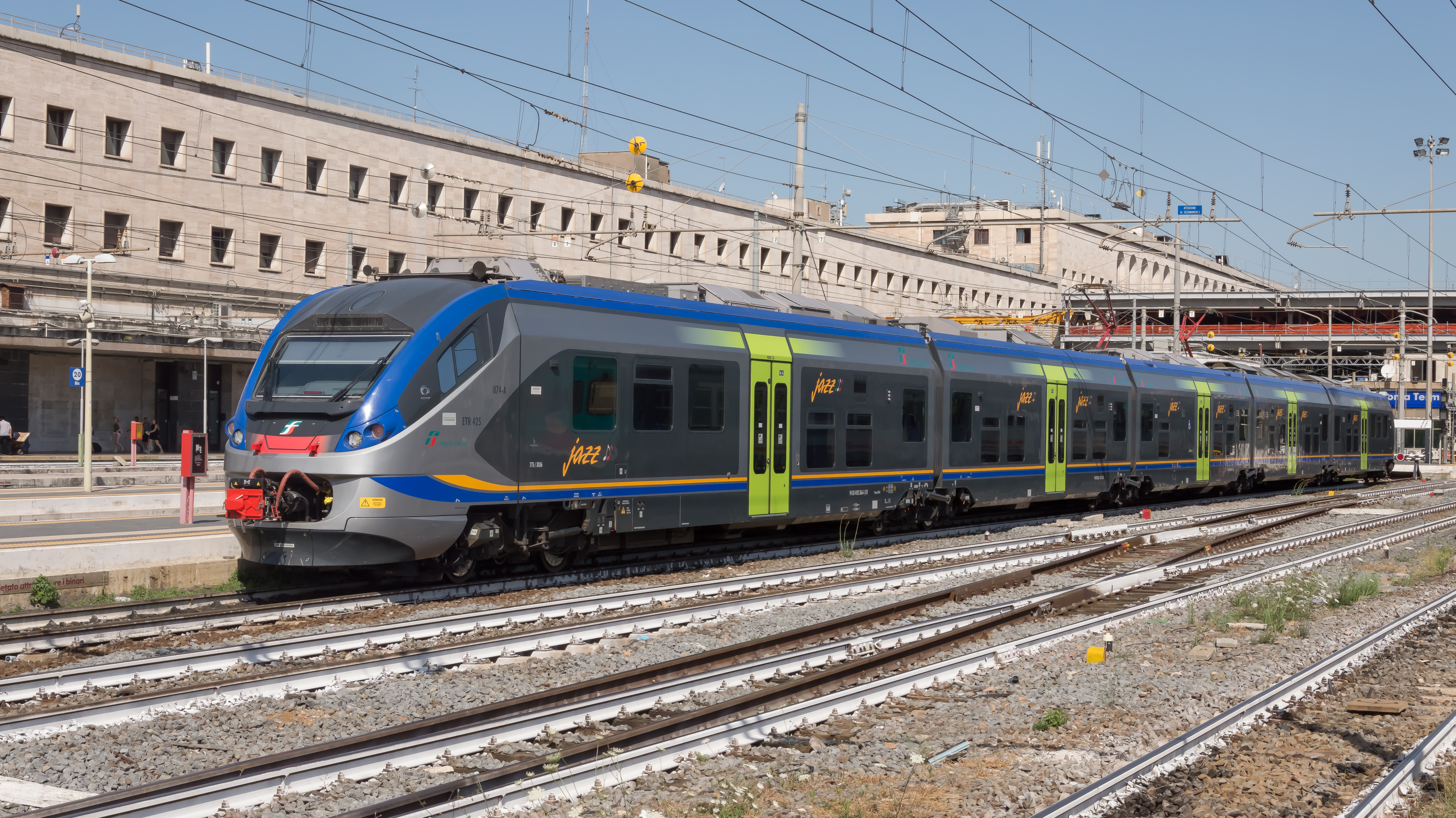
Regionale opera su linee regionali gestite da Trenitalia. Si ferma in ogni stazione del servizio locale.
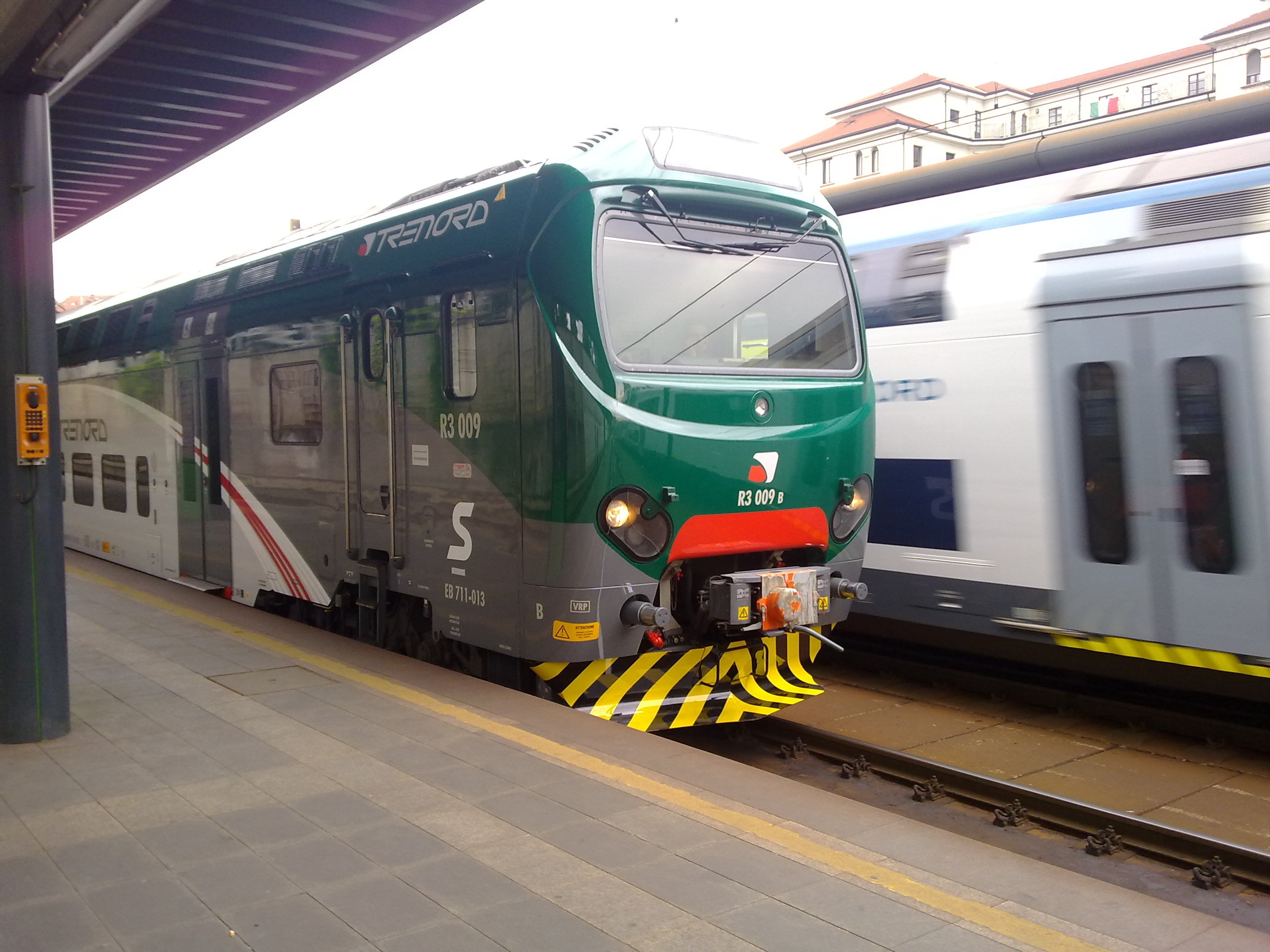
RegioExpress opera su linee regionali gestite da Trenord. Si ferma in alcune stazioni del servizio locale.
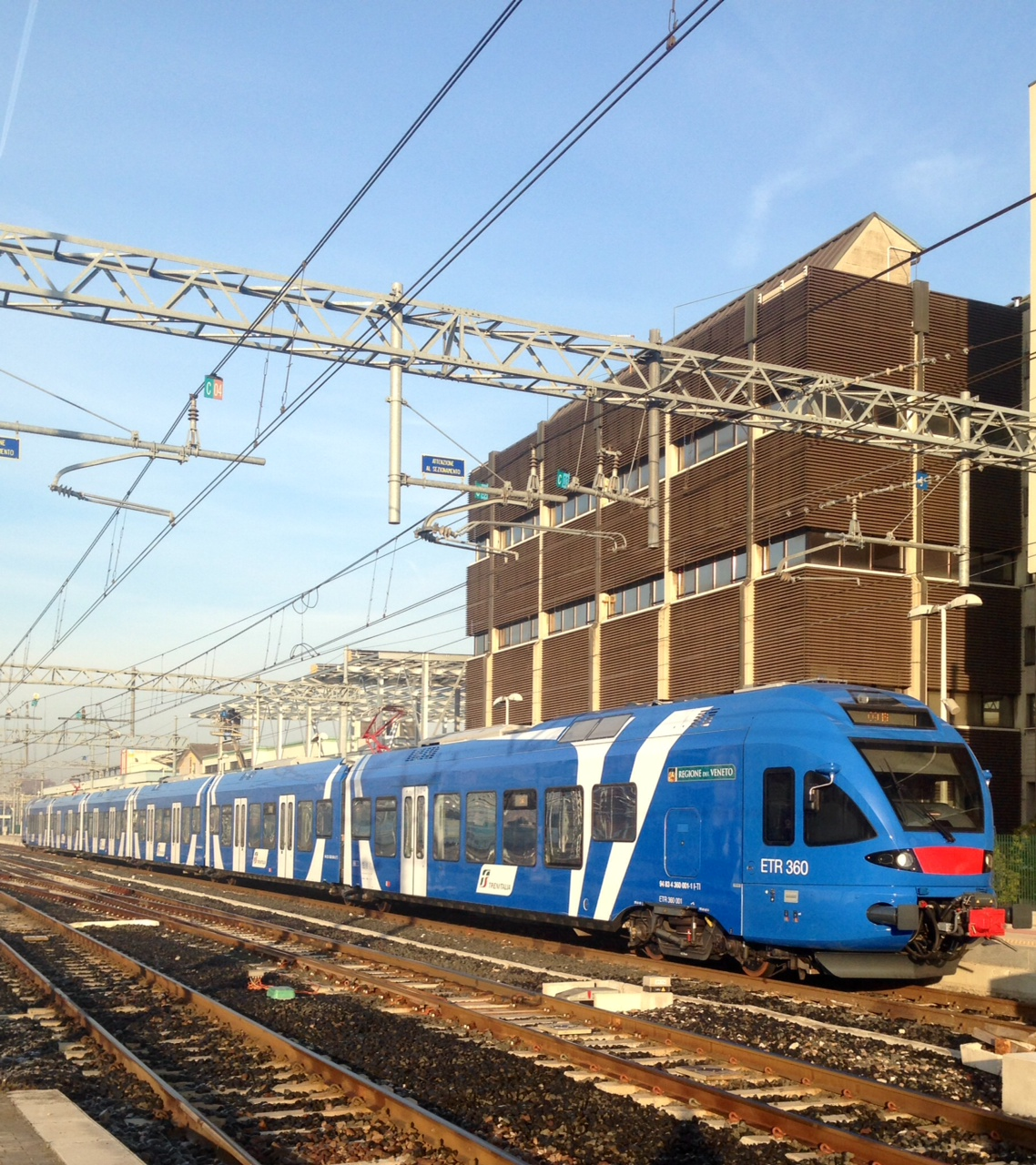
Regionale come opera in alcune linee del Veneto da Sistemi Territoriali (ST)
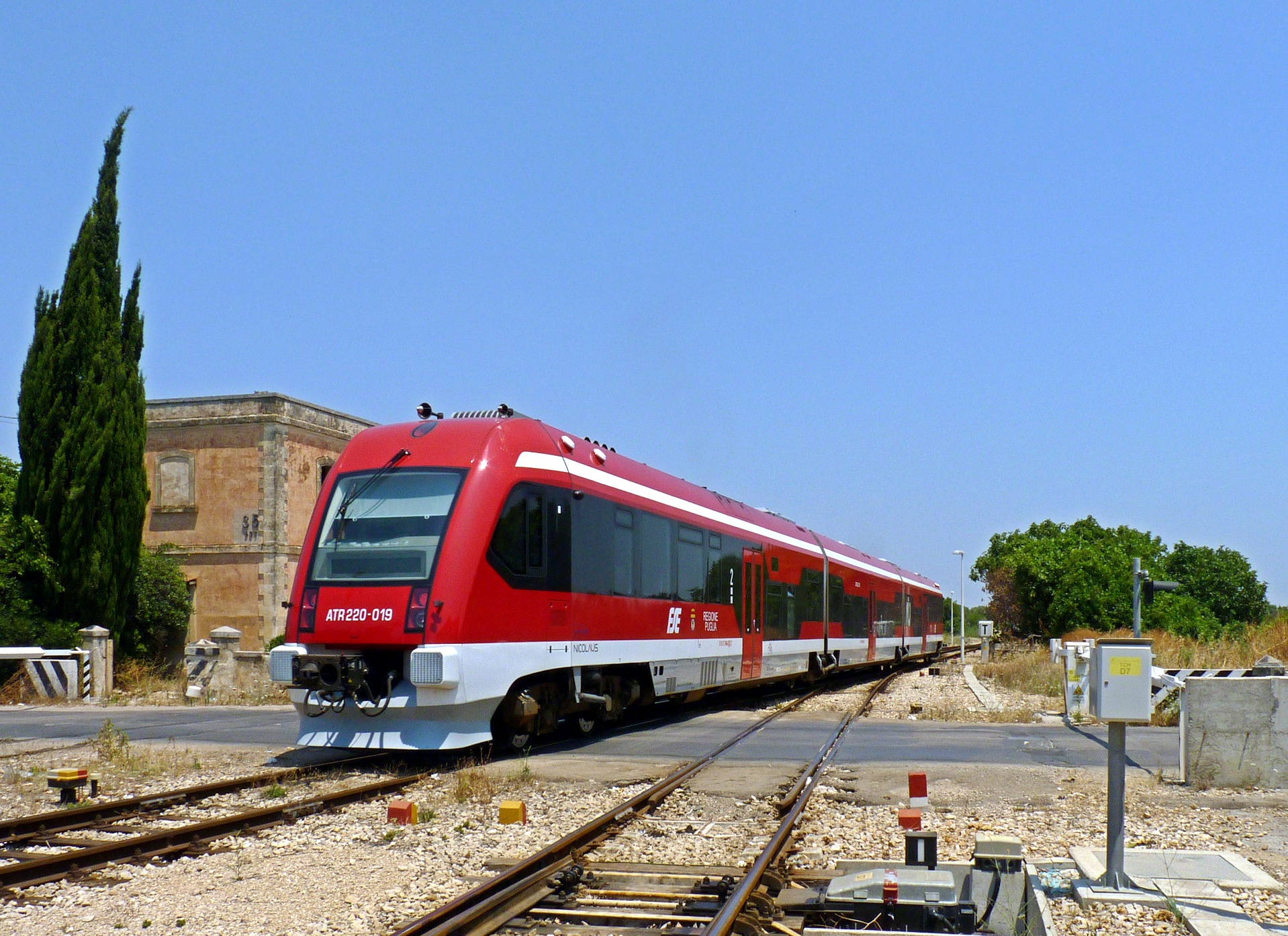
Regionale come opera in Puglia dalle Ferrovie del Sud Est (FSE)

## Stazioni principali

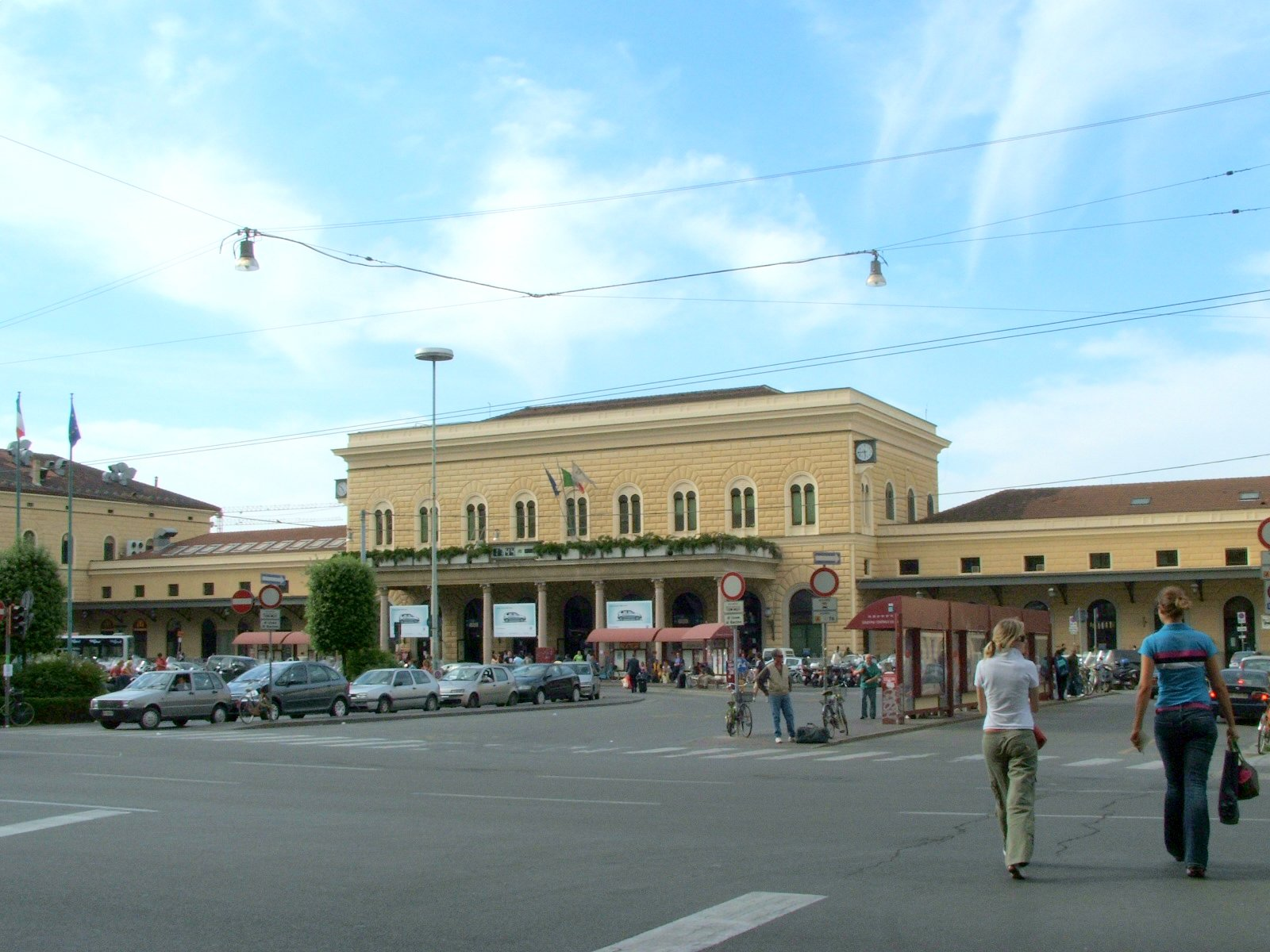
Bologna Centrale
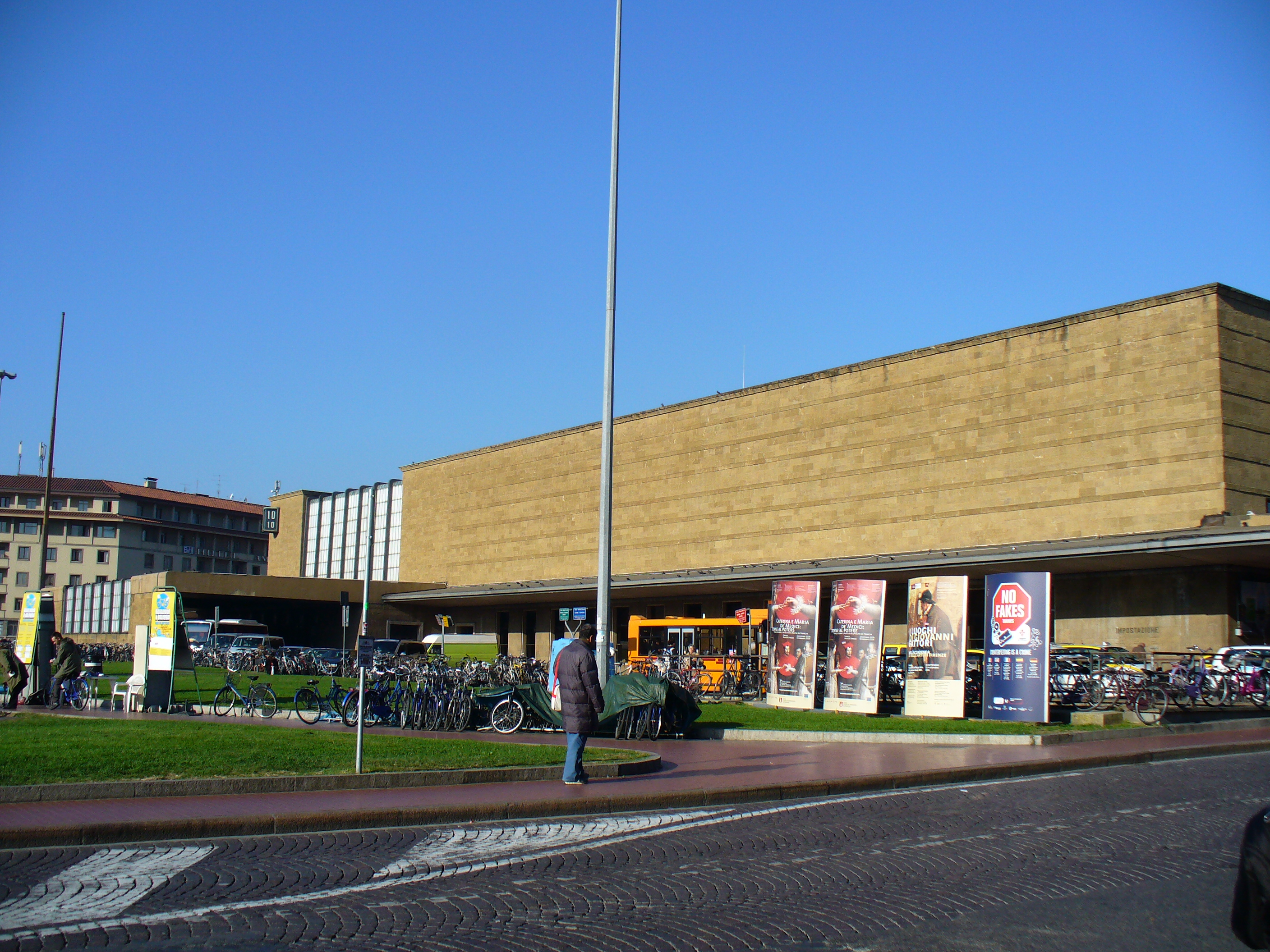
Firenze Santa Maria Novella
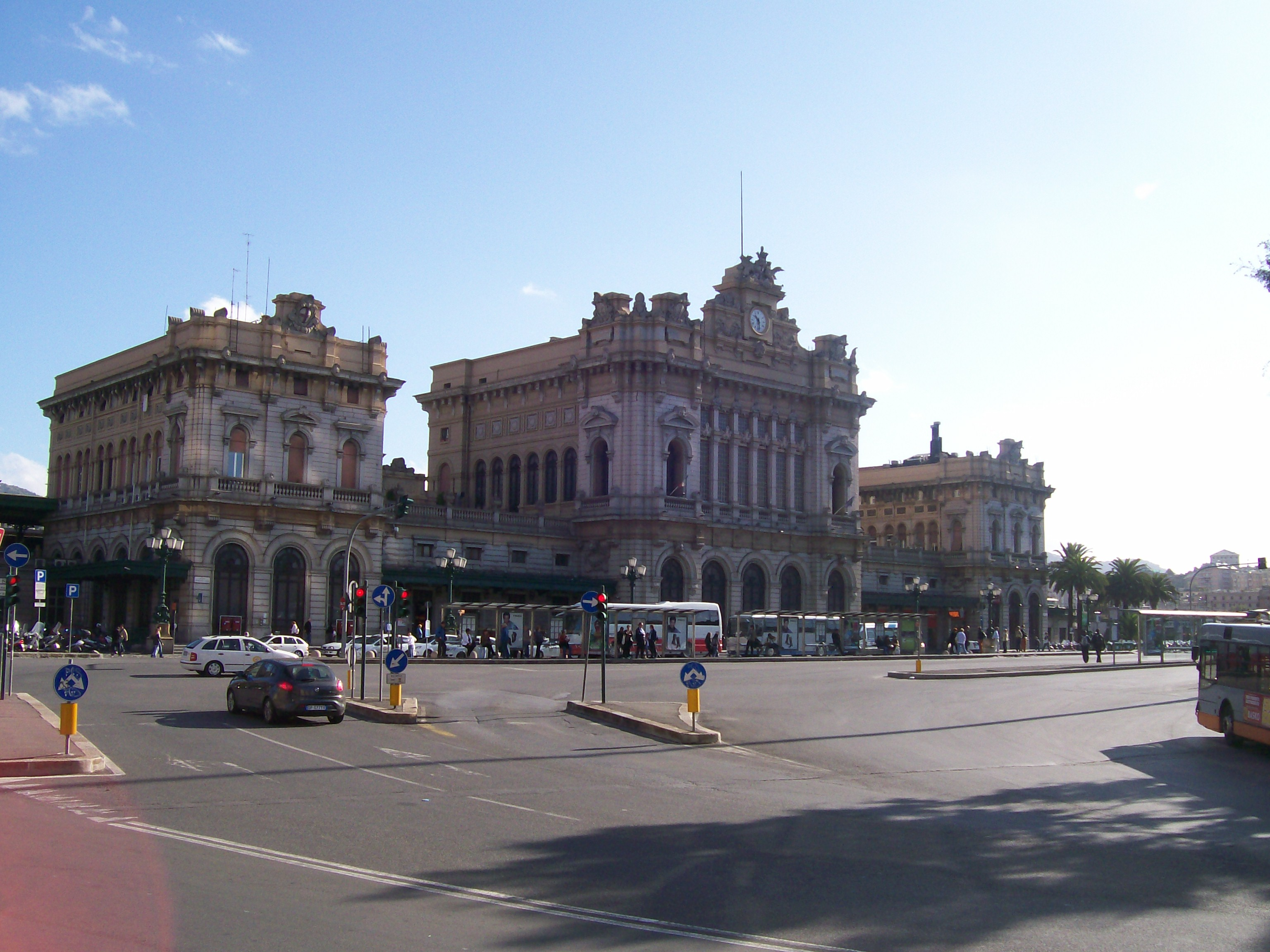
Genova Brignole
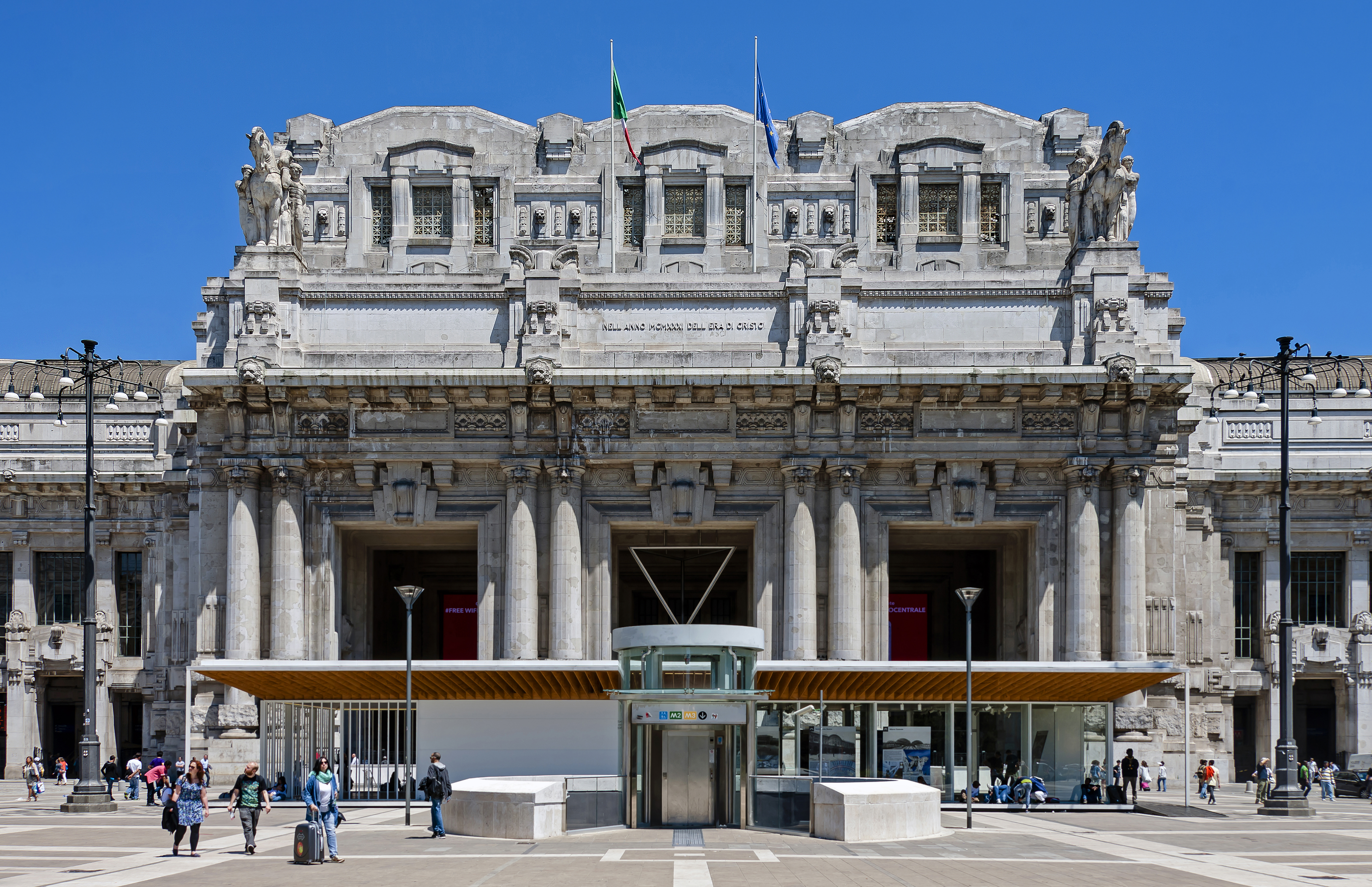
Milano Centrale
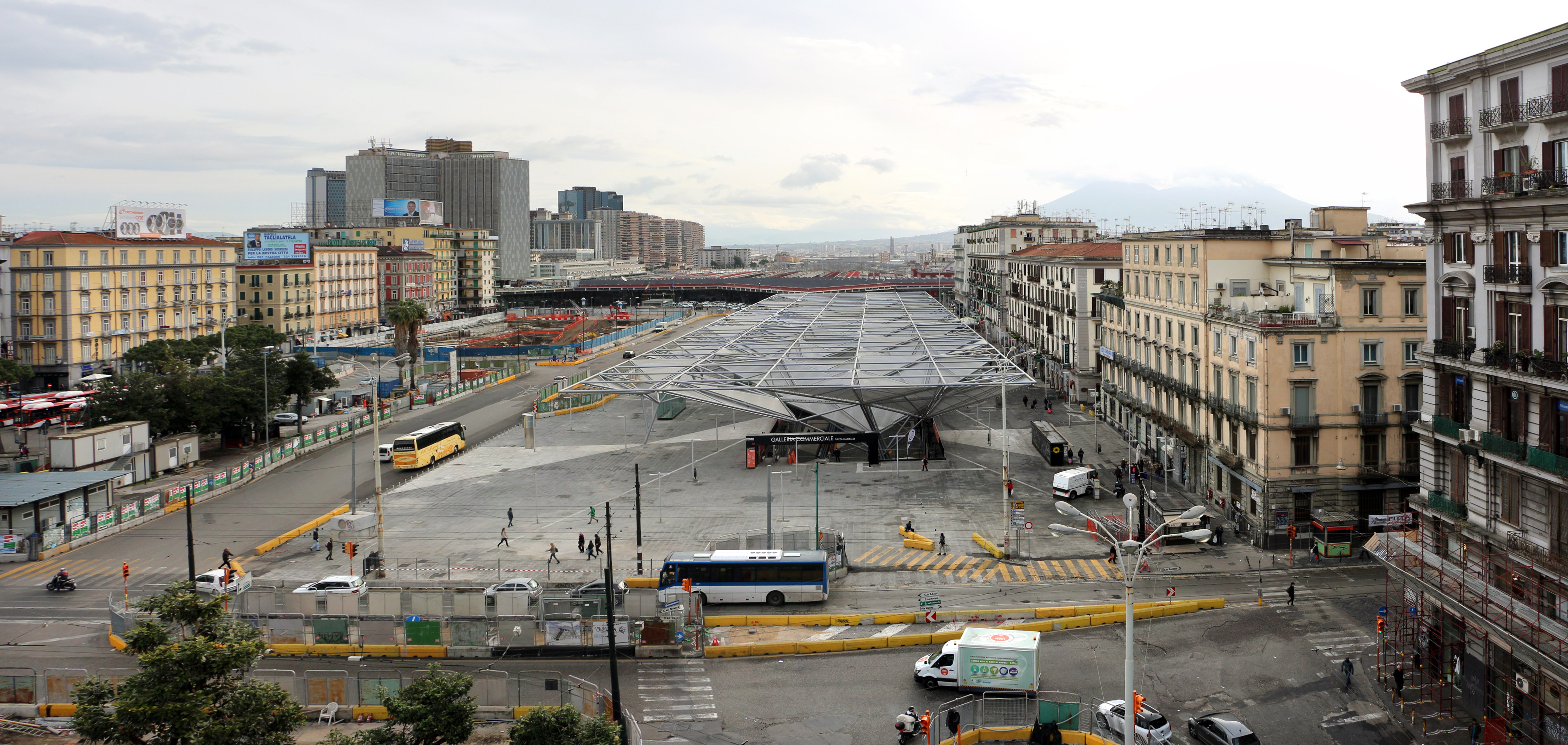
Napoli Centrale
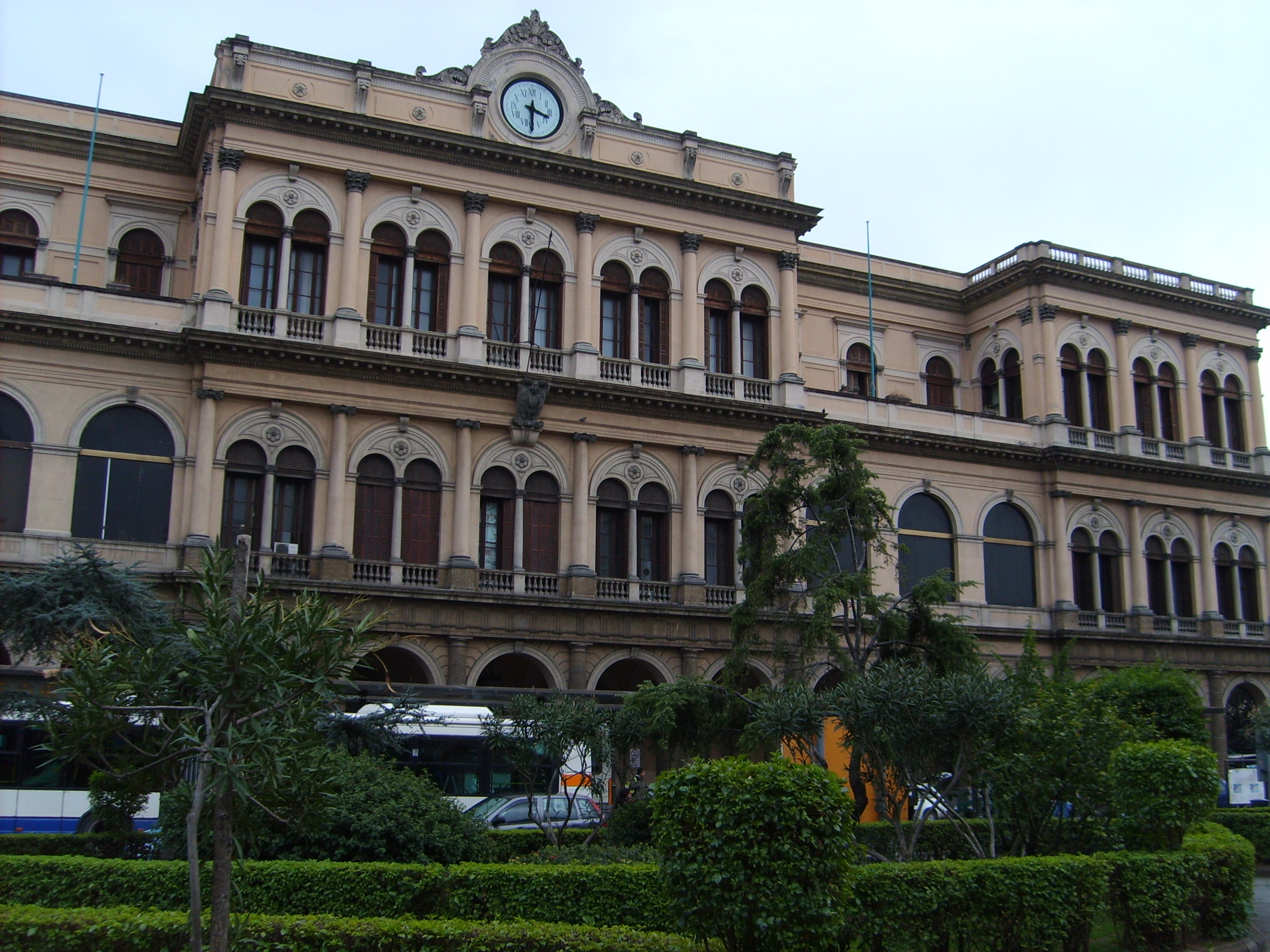
Palermo Centrale
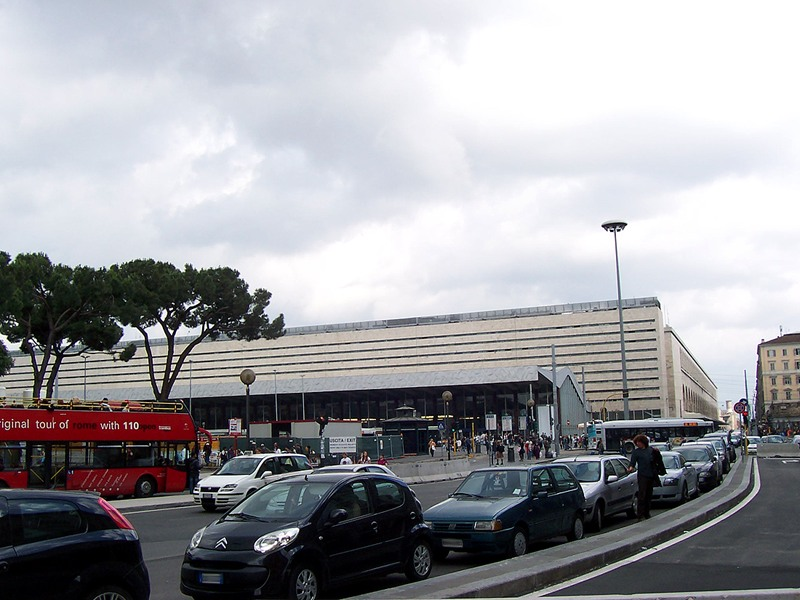
Roma Termini
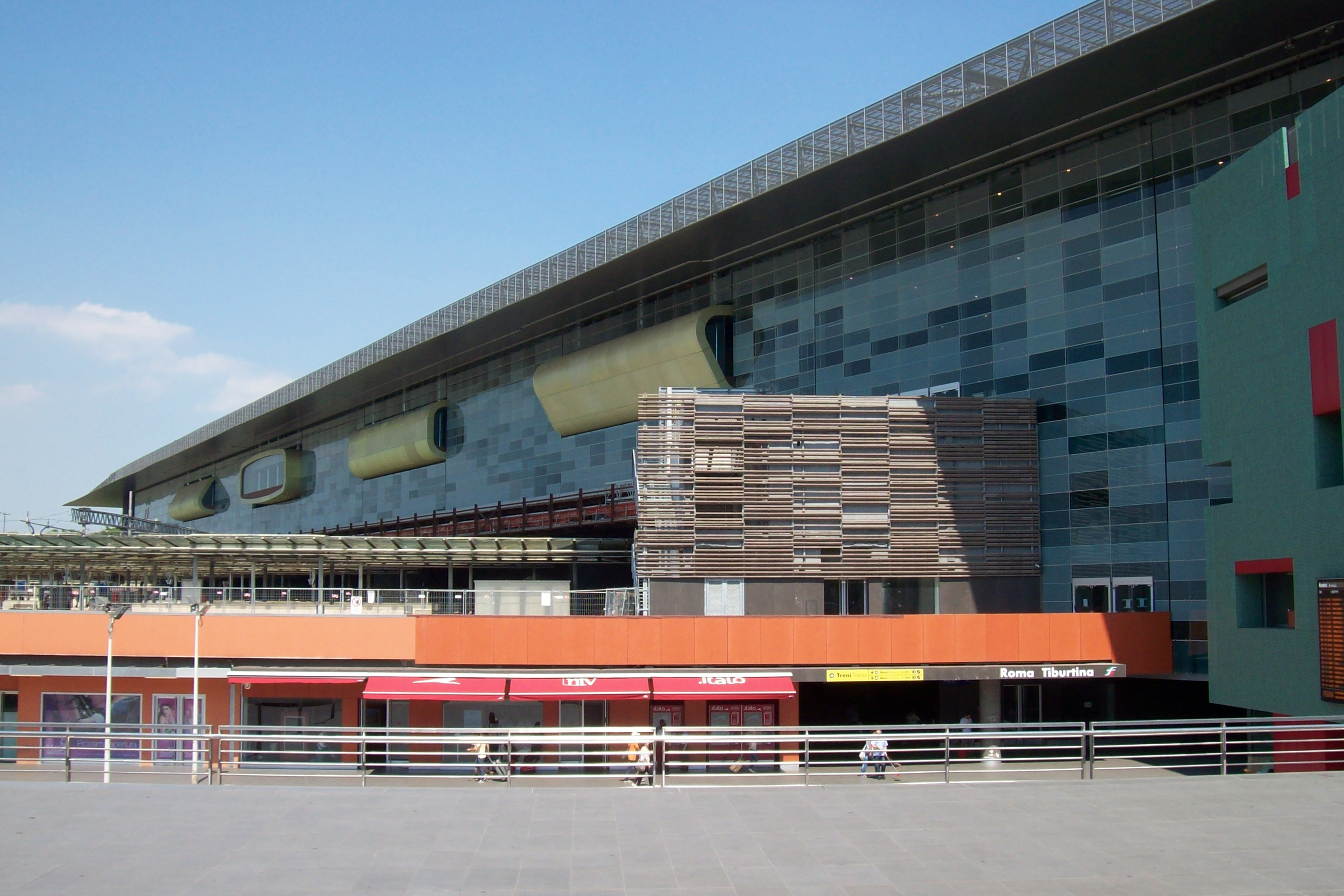
Roma Tiburtina
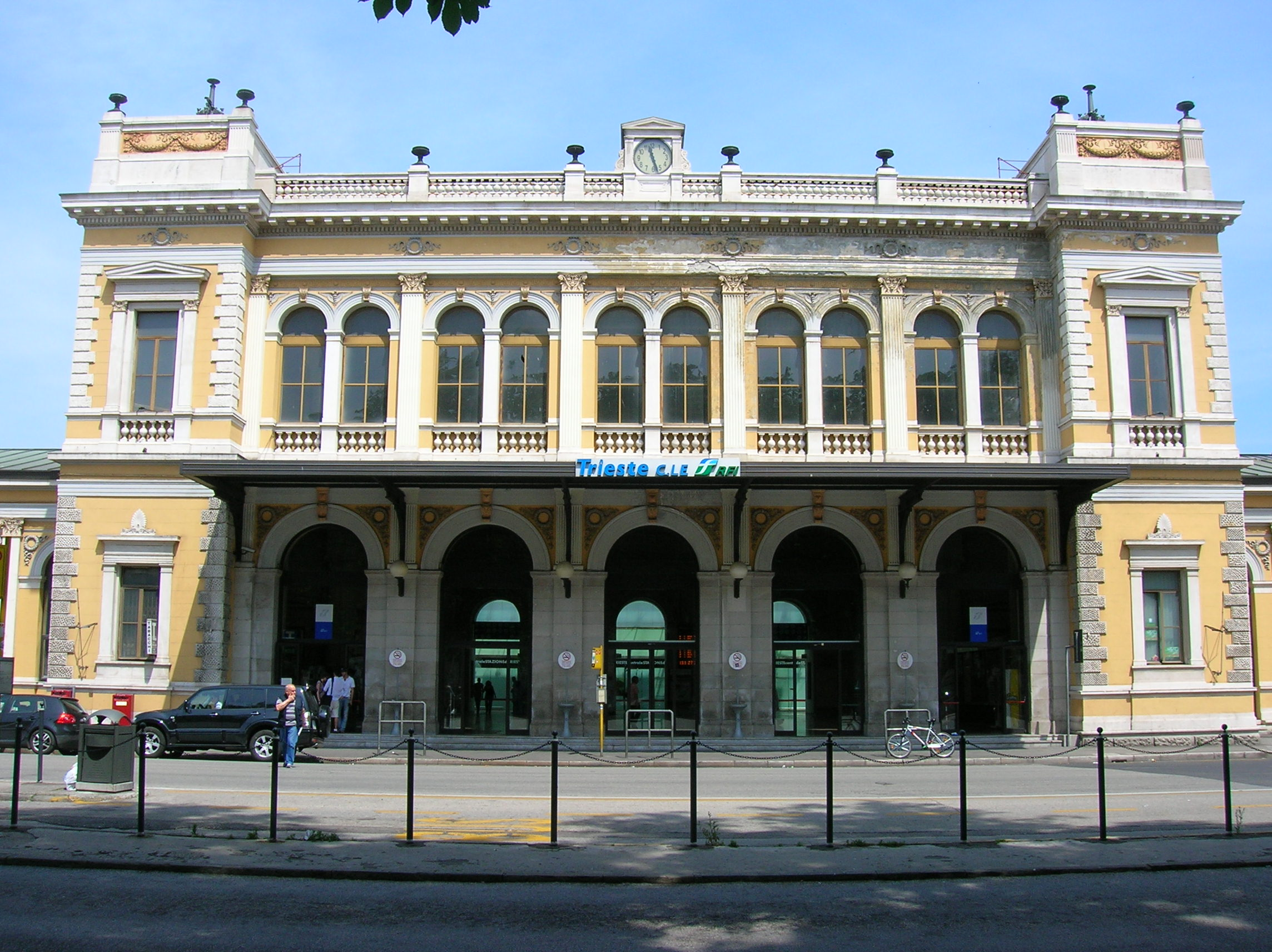
Trieste Centrale
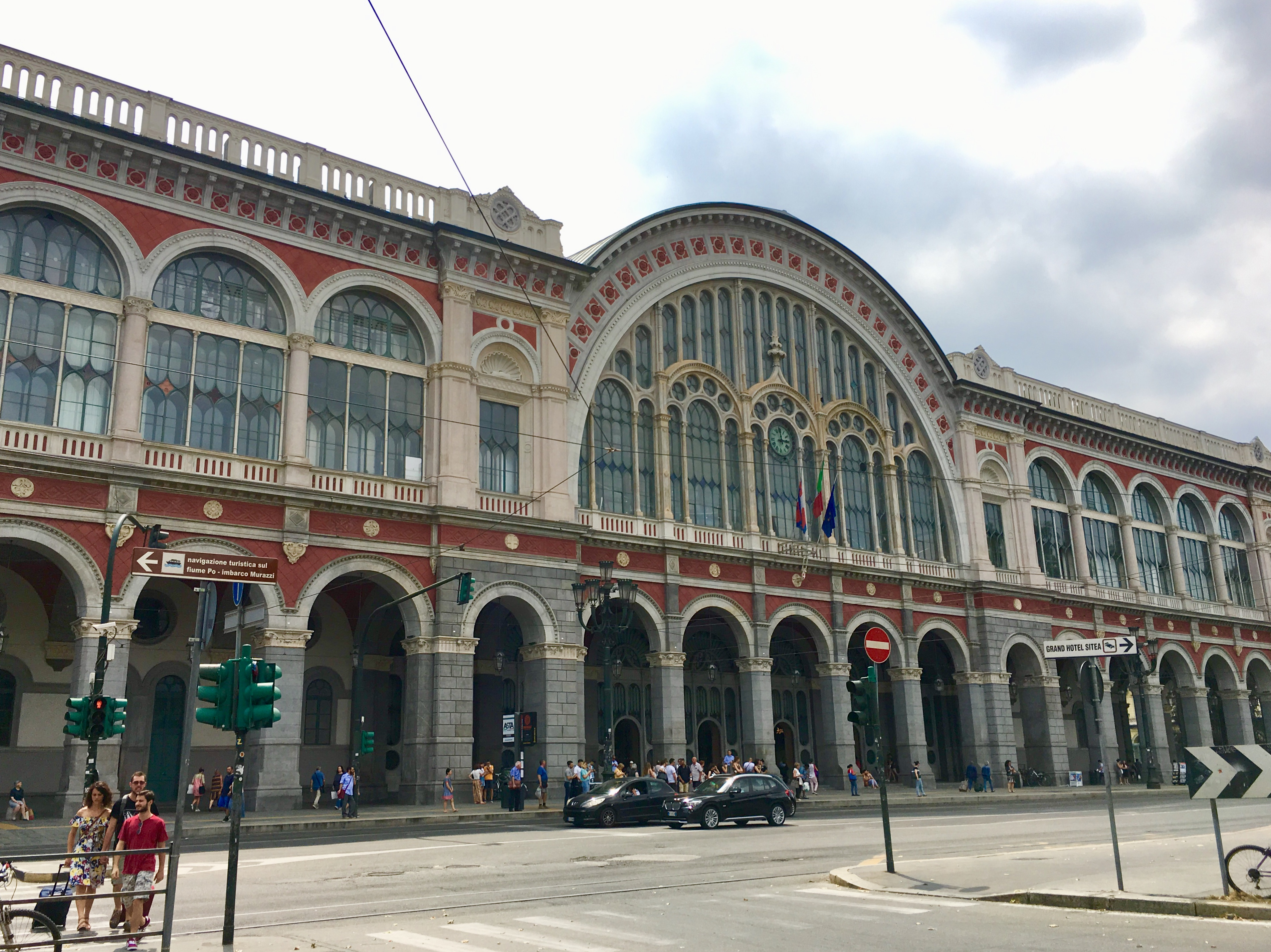
Torino Porta Nuova
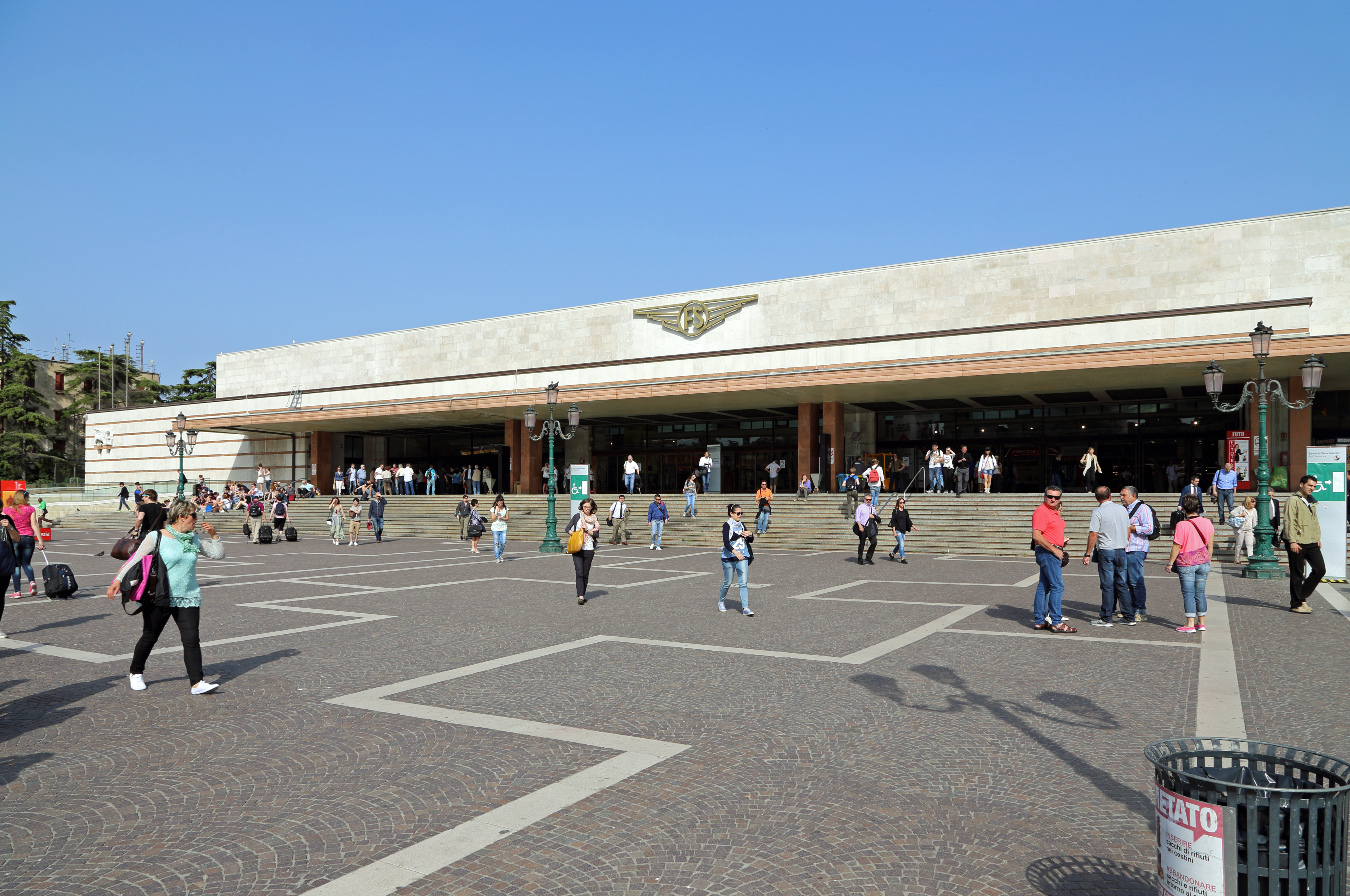
Venezia Santa Lucia
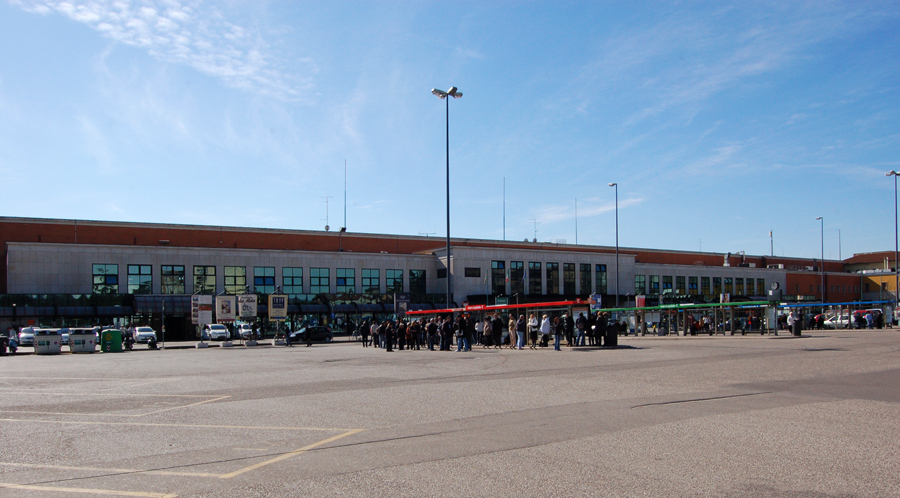
Verona Porta Nuova